# Aanslag op kerstmarkt in Berlijn op 19 december 2016
De aanslag op de kerstmarkt in Berlijn werd op maandag 19 december 2016 rond acht uur 's avonds gepleegd. Toen reed op de Breitscheidplatz bij de Gedächtniskirche in Berlijn een vrachtwagen met Pools kenteken op het publiek van een kerstmarkt in en legde daar vijftig tot tachtig meter af. Het aantal dodelijke slachtoffers bedroeg twaalf en het aantal gewonden 56.
In de cabine van de vrachtwagen werd het lijk aangetroffen van een man, naar later bleek de oorspronkelijke Poolse chauffeur. De Berlijnse politie meldde dat hij door de aanslagpleger was vermoord.
De twaalf dodelijke slachtoffers op de markt waren zeven Duitsers, een Israëlische toeriste, een Italiaanse vrouw die in Duitsland woonde, een Tsjech en een Oekraïner. In 2021 stierf nog een dertiende slachtoffer aan de gevolgen van een hoofdwonde die hij bij de aanslag opliep.
In de vrachtwagen werd het identiteitsbewijs gevonden van een toen 23-jarige Tunesische man. Hij werd vanaf 21 december gezocht als verdachte van de aanslag. Het ging om een man die in 2015 asiel had aangevraagd in Duitsland; de aanvraag was afgewezen en hij zou worden uitgezet. De federale recherche loofde een beloning uit van 100.000 euro voor aanwijzingen die tot de aanhouding van de verdachte zouden leiden.
Een dag na de aanslag eiste terreurgroep Islamitische Staat, via persbureau Amaq, de aanslag op met de vermelding dat de persoon die de vrachtwagen bestuurde, een strijder van Islamitische Staat zou zijn geweest. In eerste instantie werd die claim niet door feiten ondersteund, maar op 23 december dook een ogenschijnlijk recente video op waarin de man trouw zwoer aan IS-leider Abu Bakr al-Baghdadi en verklaarde "martelaar" te willen worden.

## Aanvankelijke verdachte
Op de avond van de aanslag, 19 december, arresteerde de Berlijnse politie een man van wie ze vermoedde dat hij te maken had met de aanslag. De 23 jaar oude Pakistaanse asielzoeker werd de volgende dag weer vrijgelaten omdat er geen bewijsmateriaal gevonden was. Het bleek dat de politie zich baseerde op een verkeerde veronderstelling.

## Zoektocht naar de dader
Op 21 december kondigde de politie aan een identiteitskaart te hebben gevonden onder de bestuurdersstoel. Gevonden vingerafdrukken werden toegeschreven aan de dader. Het ging om een 24-jarige man genaamd Anis Amri die geboren was in de Tunesische stad Tataouine. Het federale recherche loofde een beloning uit van € 100.000,- voor aanwijzingen die tot de aanhouding van deze verdachte zouden leiden.
Amri werd op 23 december in Milaan gedood in een vuurgevecht met de Italiaanse politie, nadat die naar zijn identiteitspapieren had gevraagd. Een agent raakte gewond.

## Achtergrond van de dader
In Tunesië was Anis Amri reeds veroordeeld voor het stelen van een vrachtauto.
Amri was in 2011 aangekomen in Italië. Hij werd veroordeeld in Palermo wegens brandstichting. Na een aantal jaren gevangenisstraf moest hij terug naar Tunesië, maar werd geweigerd. Hij kwam dan vrij. Zijn gegevens werden in het Schengen-informatiesysteem opgenomen.
Amri reisde in 2015 naar Duitsland. In 2016 vroeg hij asiel aan in Kleef, wat werd afgewezen als "klaarblijkelijk ongegrond". In Duitsland kreeg hij een zogenaamd Duldungs-document. Dit is een tijdelijk identiteitsbewijs dat verstrekt wordt aan asielzoekers die een uitreisbevel hebben, maar waar het bestemmingsland geen identiteitspapieren verstrekt. Vanaf 2015 verkeerde hij in salafistische kringen. Vanaf maart 2016 werd hij geschaduwd door de politie op verdenking van het voorbereiden van een misdrijf dat de staat in gevaar kon brengen. Het politieonderzoek leverde tot september dat jaar niets op en werd daarom stopgezet.
Volgens zijn vader Mustafa was zijn zoon Anis Amri een gewone, zoekende en nieuwsgierige jongen toen hij naar Europa ging, en is hij daar geradicaliseerd.